# Leonardo García Lombeida
Leonardo García (Babahoyo, Provincia de Los Ríos, Ecuador, 5 de marzo de 1977) es un exfutbolista ecuatoriano.

## Trayectoria
Leonardo García se inició en el Rocafuerte FC de la Segunda Categoría. En 1998 pasó a jugar al Calvi de la Serie B de Ecuador. Dos años después quedó goleador de aquel campeonato jugando para el Deportivo Quevedo. Su debut en Primera División fue con el Espoli en el año 2001.
Años después tuvo pasos por el Deportivo Saquisilí y la LDU de Portoviejo. En el campeonato Apertura del 2005 de la Serie B quedó nuevamente goleador, esta vez con el Espoli. Después fue contratado por El Nacional de Quito. Luego estuvo media temporada con en el recién ascendido a Primera, el Deportivo Azogues.
En el 2009 se fue a jugar al Club Sport Emelec. El 2010 pasó al U.T.Cotopaxi y luego al Deportivo Cuenca. El 2011 pasó al Club Deportivo Quevedo
Luego de una lesión formó parte del Club San Camilo de la Segunda Categoría de la provincia de Los Ríos. Actualmente dirige su propia escuela de fútbol: Formativa "El Chueco" García

## Clubes
| Club                   | País    | Año       |
| ---------------------- | ------- | --------- |
| Calvi                  | Ecuador | 1998      |
| Rocafuerte FC          | Ecuador | 1999      |
| Deportivo Quevedo      | Ecuador | 2000      |
| Espoli                 | Ecuador | 2001-2002 |
| Deportivo Saquisilí    | Ecuador | 2002      |
| Deportivo Quevedo      | Ecuador | 2003      |
| Espoli                 | Ecuador | 2004      |
| LDU de Portoviejo      | Ecuador | 2004      |
| El Nacional            | Ecuador | 2005      |
| Espoli                 | Ecuador | 2005      |
| Deportivo Azogues      | Ecuador | 2006      |
| Espoli                 | Ecuador | 2006-2007 |
| El Nacional            | Ecuador | 2008      |
| Emelec                 | Ecuador | 2009      |
| Deportivo Cuenca       | Ecuador | 2010      |
| Club Deportivo Quevedo | Ecuador | 2011-2012 |
| Club San Camilo        | Ecuador | 2013      |
| Espoli                 | Ecuador | 2013      |

## Palmarés

### Campeonatos nacionales
| Título                        | Club        | País    | Año  |
| ----------------------------- | ----------- | ------- | ---- |
| Serie B de Ecuador (Apertura) | Espoli      | Ecuador | 2005 |
| Serie A de Ecuador (Clausura) | El Nacional | Ecuador | 2005 |

### Distinciones individuales
| Distinción                                   | Año  |
| -------------------------------------------- | ---- |
| Goleador de la Serie B de Ecuador (Apertura) | 2005 |